# Xhoris
Xhoris (en való Xhorisse) és un nucli del municipi de Ferrières, a la província de Lieja de la regió valona de Bèlgica. Fins a l'1 de gener de 1977 era un municipi independent.

## Història

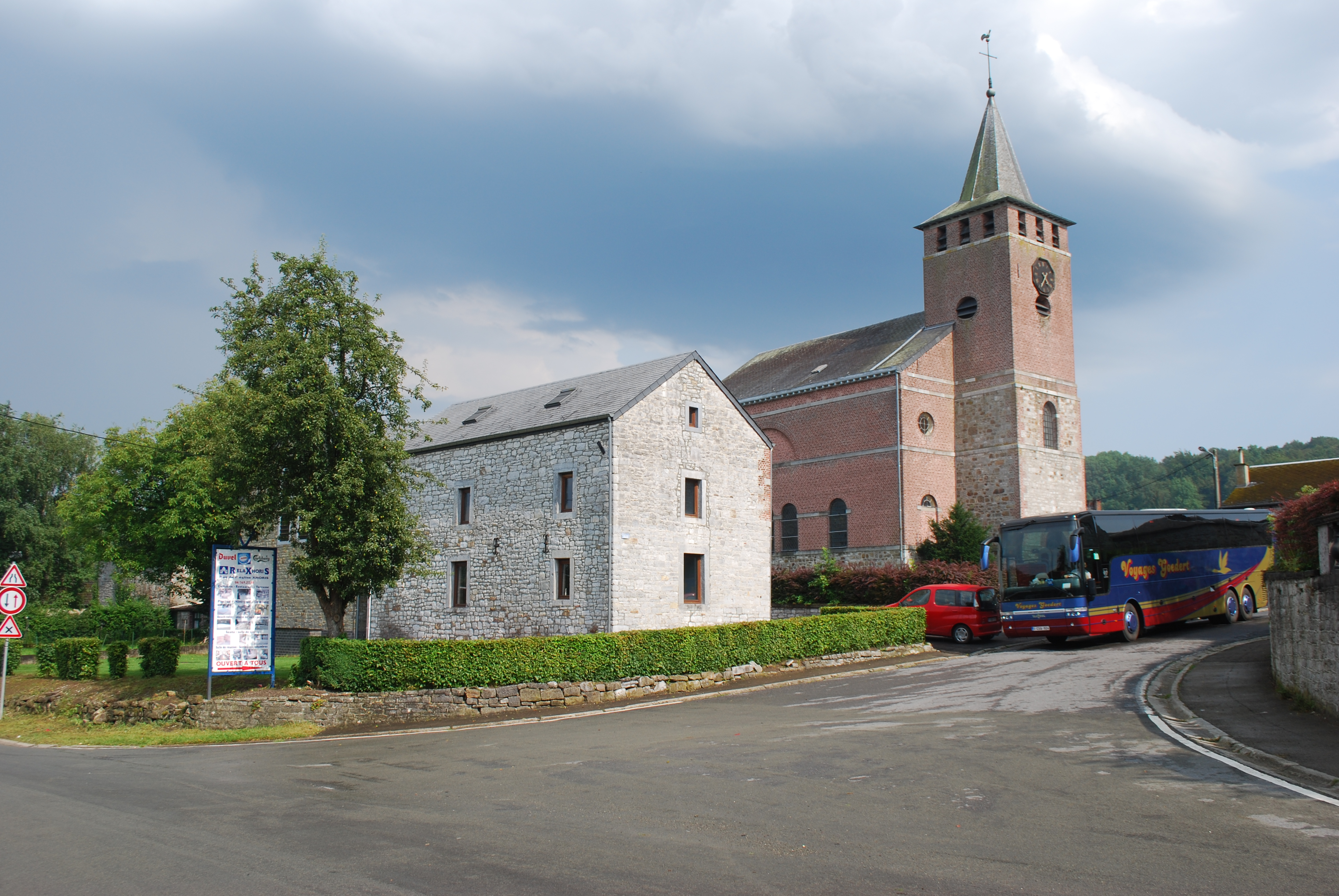
Església de Martí de Tours

A l'origen, Xhoris hauria sigut una vil·la dels gal·loromans que van transformar la foresta verge germànica en terra de conreu. El nom del lloc dit Le mont provindria no pas de munt, però del llatí mansió o assentament. Al mig del segle xx van excavar-se les restes d'un cementiri franc. El primer esment del poble Scuricitas data del 902 en un acte de bescanvi de terres de Lluís IV d'Alemanya. Xhoris era una petita senyoria del comtat de Logne al principat de Stavelot-Malmedy. Al lloc dit Grange, l'abadia de Stavelot-Malmedy va construir-hi una cense, (mot francès, en való cinse), una granja llarga per a dipositar el cens en espècies. Tret d'uns calciners que utilitzaven el calcari local i la llenya omnipresent per a fer la calç, hi havia poca indústria. Fins a l'adveniment del turisme al segle xx, el paper econòmic major del poble sempre va ser l'agricultura.
L'1 de gener de 1977, Xhoris va fusionar amb Ferrières.
L'ortografia Xhoris, amb xh a l'inici pot sorprendre la gent fora de la regió del parlar való liegès. XH és un dígraf que indica que s'ha d'aspirar la hac (com en anglès o les altres llengües germàniques) i l'x queda mut. Etimològicament, prové d'un “sc” llatí o d'un “sch” germànic. El nom s'ha de pronunciar [ɦɔ|ʀis]. El dígraf xh es troba en molts mots, topònims i patrònims valons. Al cas de Xhoris, es tractaria d'un derivatiu de l'alt alemany scur que significa granja, lloc cobert o cabanya, emparentat amb el mot català «obscur» al sentit de cel o lloc cobert, doncs sense llum”.

## Geografia
Xhoris es troba damunt un pujol entre els rius Ourthe i Amel. Té una superfície de 1 251 hectàrees i uns 1450 habitants. El punt culminant del poble és la capella de Sant Roc a 346 metres. Geològicament, es troba a cavall del Condroz a la part septentrional calcària i de les Ardenes a la part meridional que forma el primer contrafort esquistòs. Avui, l'activitat econòmica es limita a l'agricultura (cereals i vacum), els serveis pels habitants i el turisme. Xhoris conté una habitació dispersa als llocs dits de Grange, Jehoge, Les Batys, Grand Baty, Rixhalle, Le Mont, Pierreux-Fanson.

## Turisme i llocs d'interès
- Musée de la vie rurale de Xhoris
- El castell Fanson
- L'església de Sant Martí
- Els passejos abalisats

## Galeria

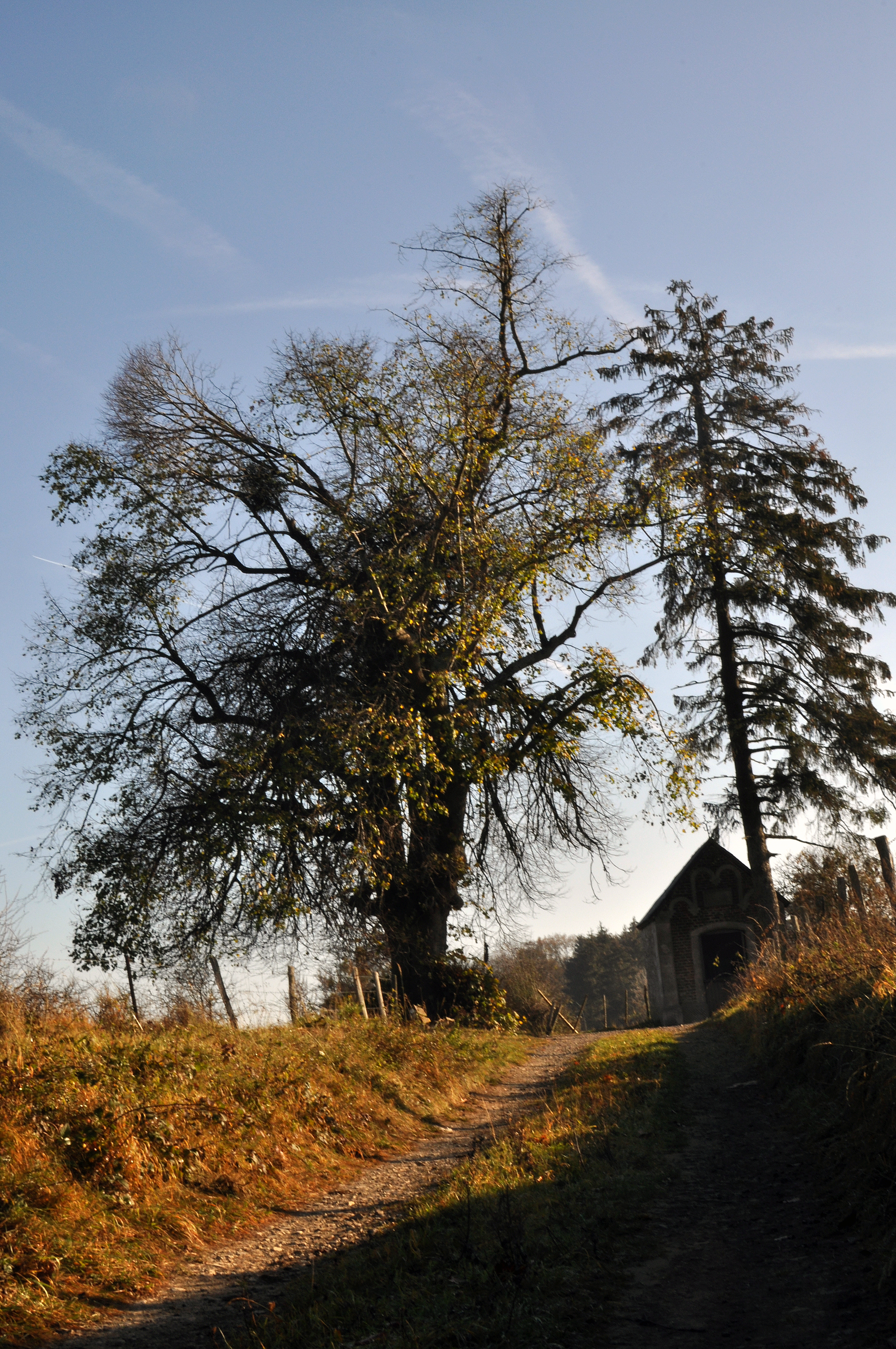
El til·ler de Lognards, arbre monumental
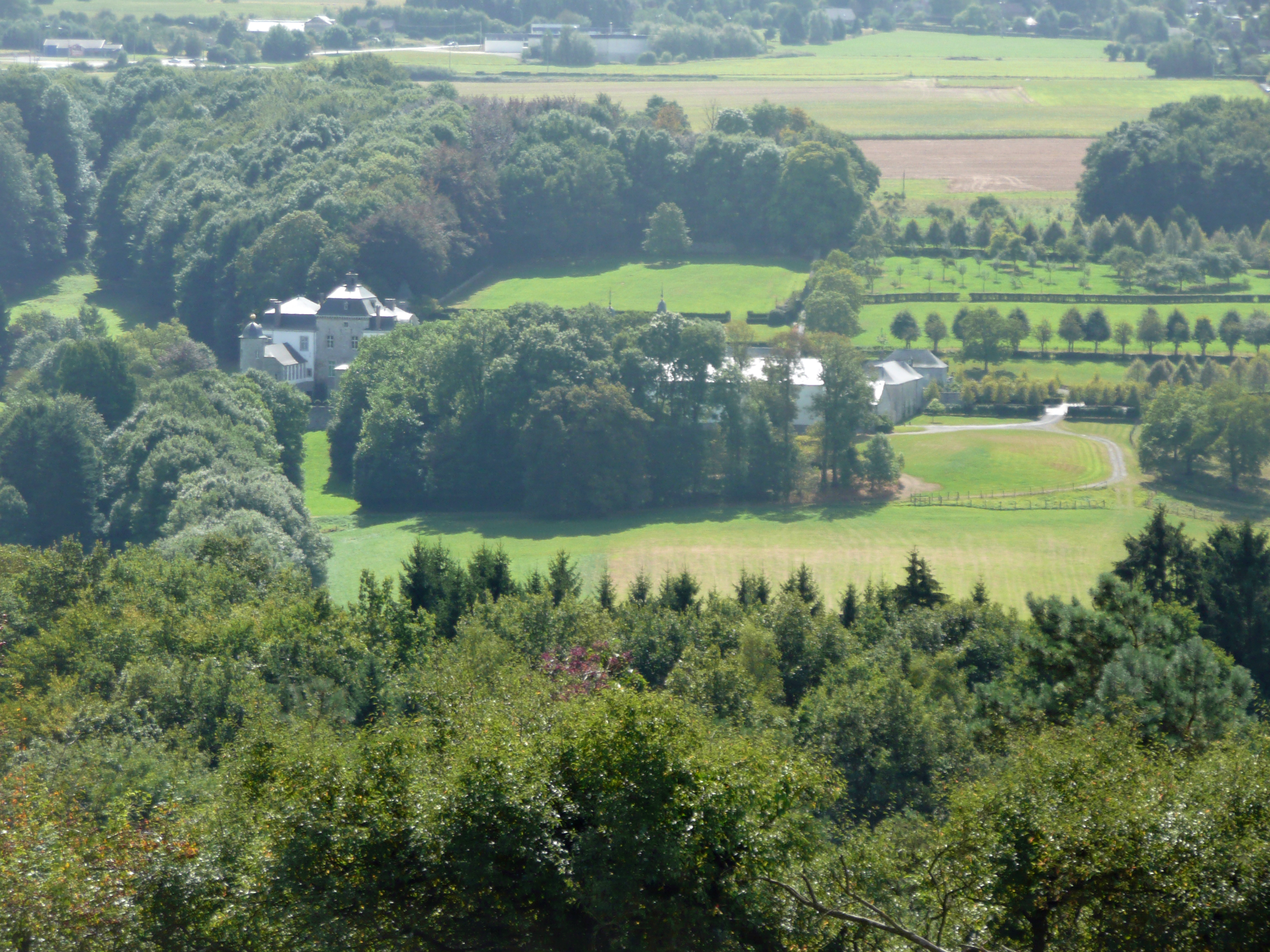
El castell Fanson
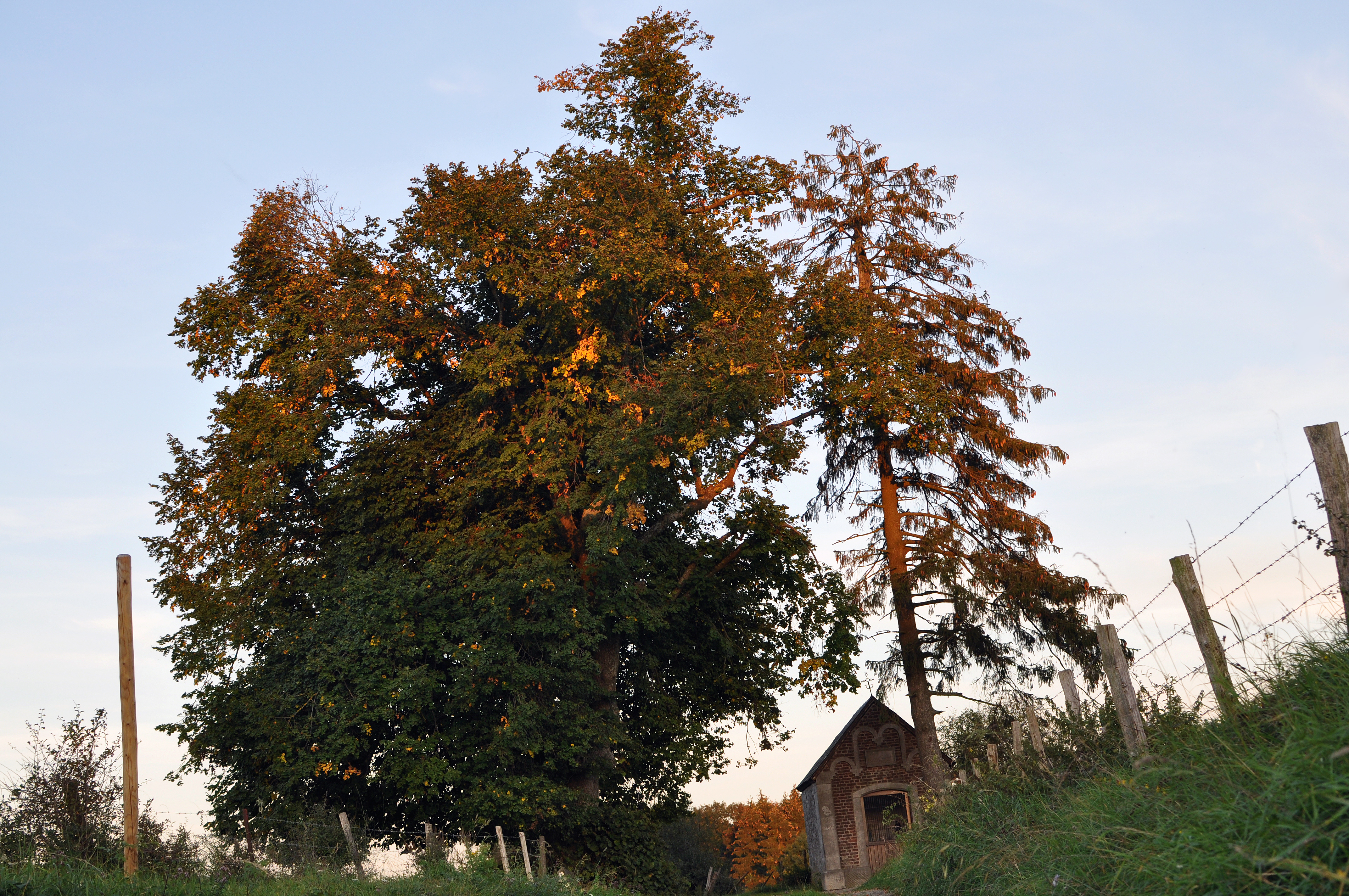
El til·ler de Lognards a la tardor